# Kirche Erlau (Sachsen)

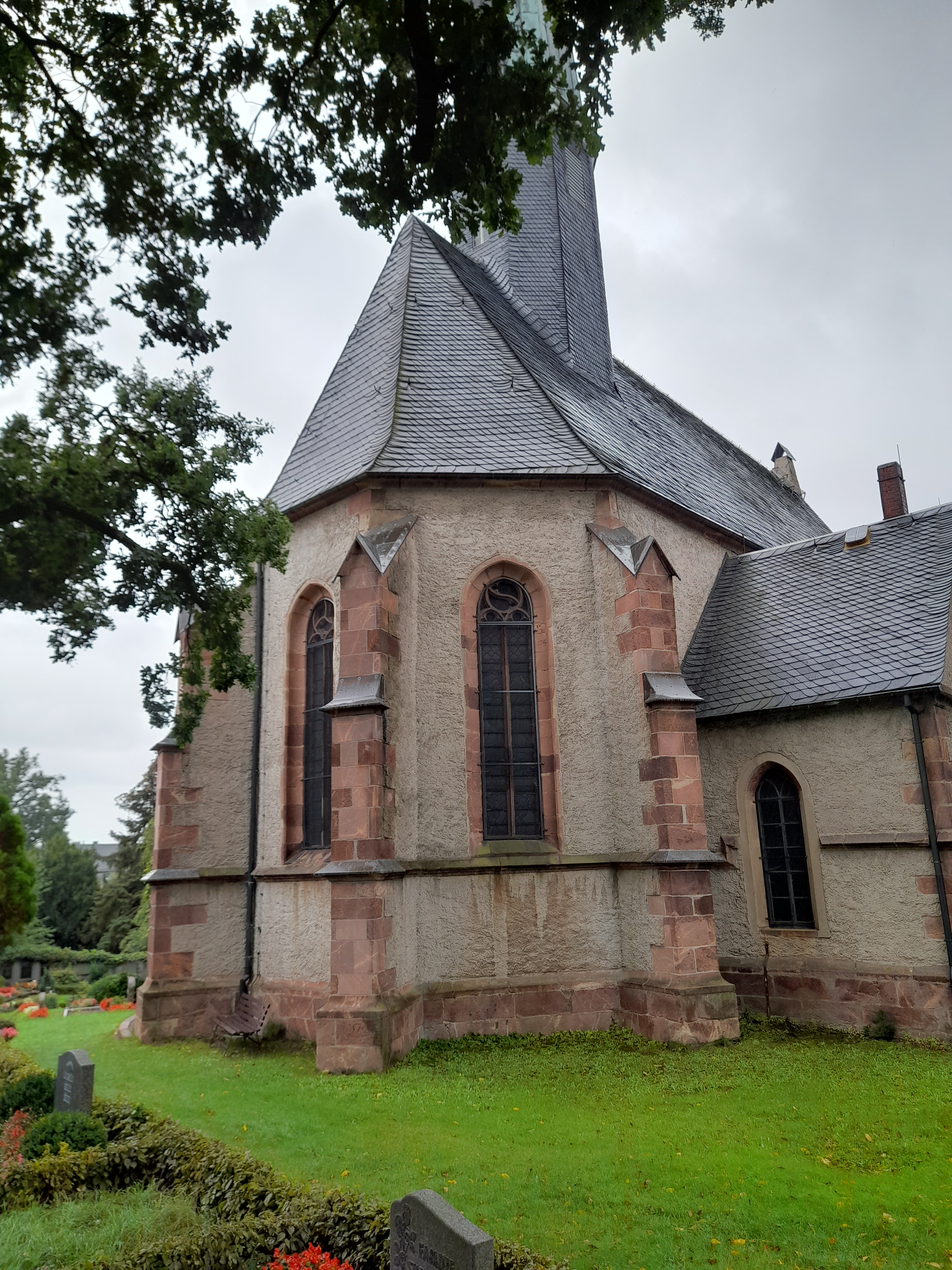
Kirche Erlau (Sachsen)

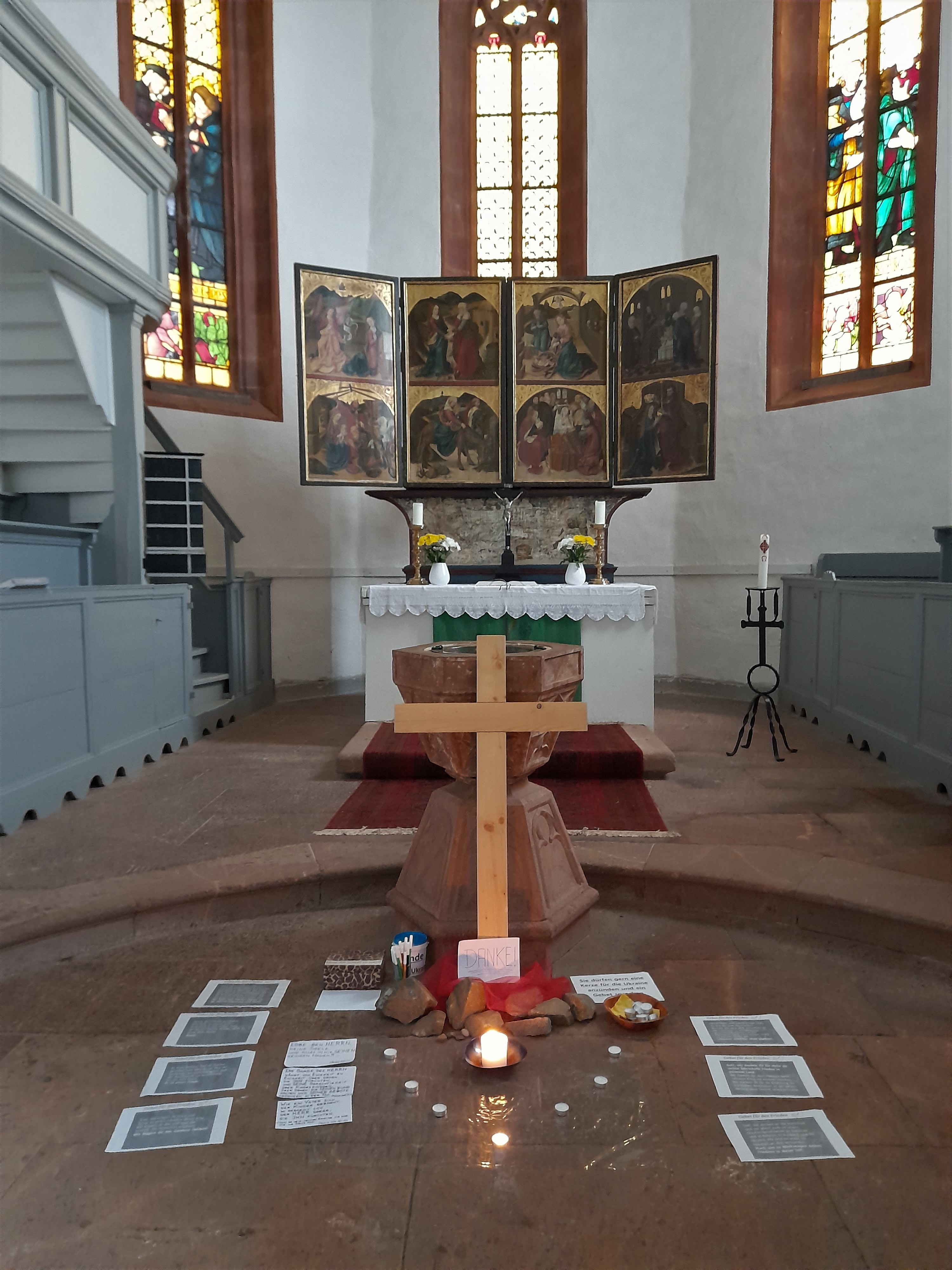
Altar

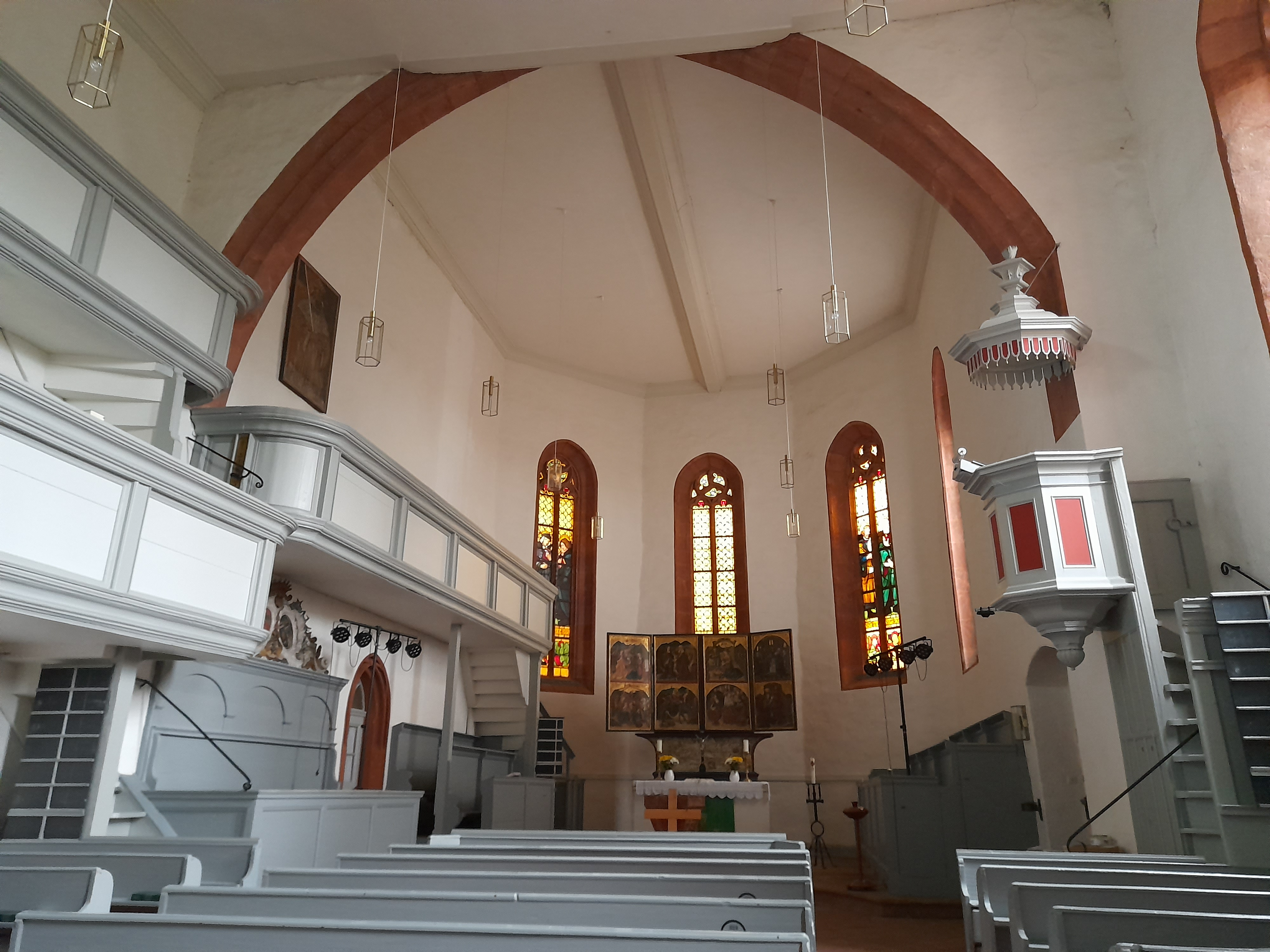
Altarraum

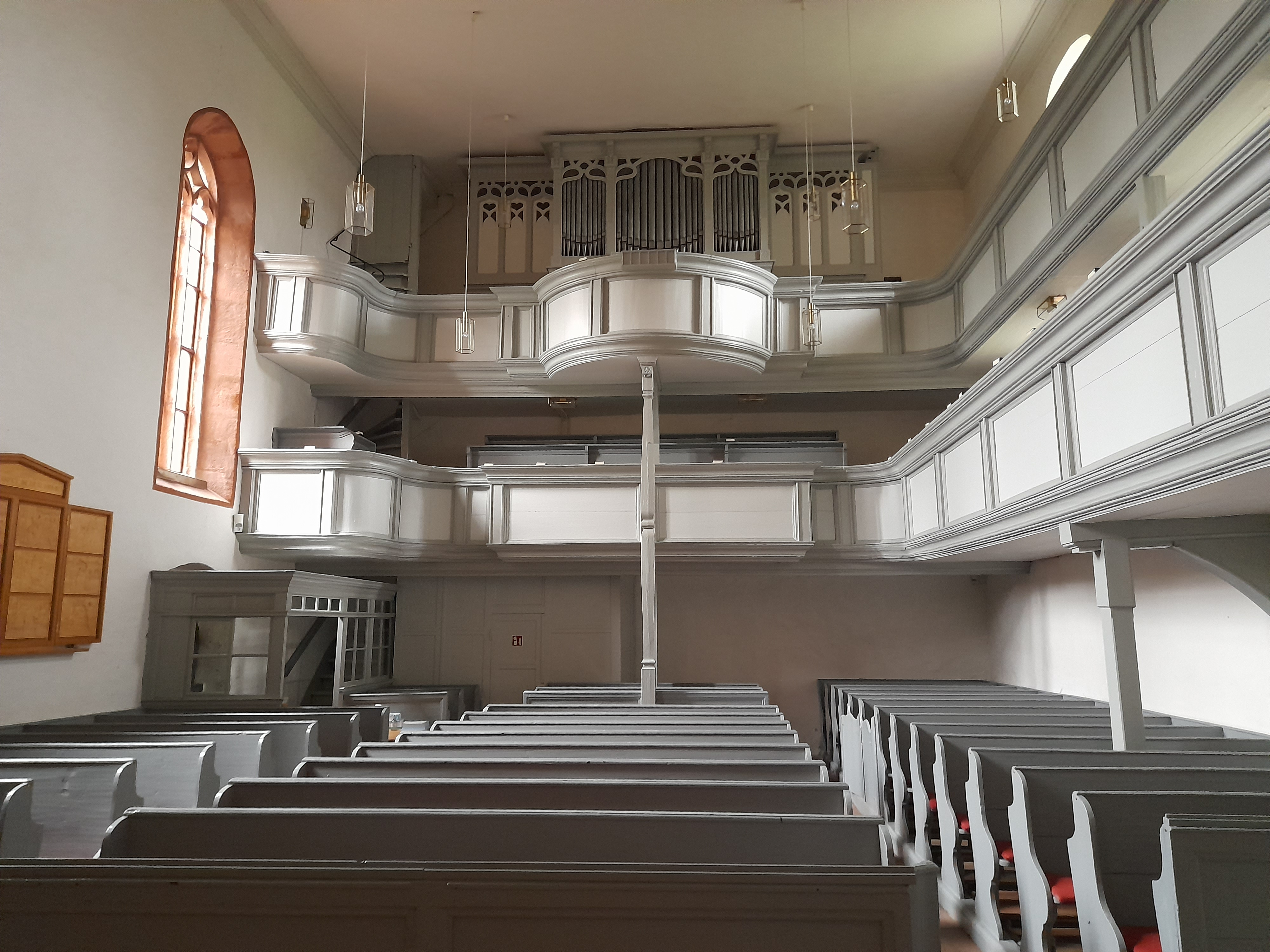
Orgel

Die evangelische Kirche Erlau ist eine große Saalkirche in Erlau (Sachsen) im Landkreis Mittelsachsen in Sachsen. Sie gehört zur Kirchengemeinde Erlau im Kirchenbezirk Leisnig-Oschatz der Evangelisch-Lutherischen Landeskirche Sachsens.

## Geschichte und Architektur
Die große Saalkirche des Jahres 1541 ist beachtenswert wegen der nachlebenden spätgotischen Formen, der Chor ist vermutlich etwas älter als der Saal. Emporen wurden 1775 eingebaut; Restaurierungen erfolgten 1960 und 1992/93. Der sehr sorgfältig gestaltete Außenbau ist aus verputztem Rochlitzer Porphyr gearbeitet, der leicht eingezogene Chor mit Fünfachtelschluss, etwas höher als der Saal. Über dem Chor ist ein schmaler, spitzer Dachreiter aufgesetzt. Abgetreppte Strebepfeiler und unterschiedliche Maßwerkfenster an der Ost-, Süd- und Westseite erhellen das Bauwerk. An der Südseite erschließt eine rundbogige Pforte mit Stabwerkrahmung das Bauwerk, an der Chorsüdseite ist ein großes Spitzbogenportal angeordnet, ebenfalls mit verschränktem Stabwerk, sowie an einer Art Vorbau zwischen zwei Strebepfeilern ein profilierter Schwibbogen mit Kreuzrippengewölbe.
Das Innere ist flachgedeckt, ein gekehlter spitzbogiger Triumphbogen führt zum Chor, der fast die gleichen Ausmaße wie der Saal zeigt. Einfache Emporen sind an der Nord- und Westseite angeordnet. Eine Patronatsloge ist an der Chornordseite angebracht, mit geschnitztem und gefasstem Wappen des kursächsischen Geheim- und Kriegsrats Wolf Christoph von Arnim, Generalleutnant der Infanterie und Oberkommandant von Plessenberg und Wittenberg (seit 1698 Patronatsherr), hinterfangen von Trophäen. Daneben führt eine spitzbogige Pforte zur Sakristei mit tiefem, netzartigem Gewölbe. Mehrere Raumfassungen wurden nachgewiesen, an der Saalnordseite ist eine überlebensgroße Darstellung von Petrus und Paulus sowie verschiedene Inschriften, möglicherweise spätgotisch, aufgefunden worden, die 1997 übertüncht wurde.

## Ausstattung
Das Hauptstück der Ausstattung ist ein bedeutender spätgotischer Schnitzaltar aus der Zeit um 1500 aus der Kunigundenkirche in Rochlitz. Vom Predellengemälde mit der Darstellung der Marter des Heiligen Laurentius ist fast nur noch die Vorzeichnung erhalten. Im Schrein ist eine Mondsichelmadonna aufgestellt, daneben die Heiligen Katharina und Barbara. In den Flügeln sind die 12 Apostel  in zwei Reihen übereinander dargestellt. Die Gemälde der Flügel zeigen teils oberrheinischen Einfluss. In der ersten Wandlung  sind acht gemalte Szenen aus dem Marienleben zu sehen: Verkündigung, Heimsuchung, Geburt Jesu und die Darstellung im Tempel, die Anbetung der Heiligen Drei Könige, Flucht nach Ägypten und Marienkrönung, In der zweiten Wandlung sind vier Szenen aus der Passion zu sehen: Ölberg, Geißelung, Kreuzigung und Dornenkrönung.
Die sechseckige Taufe ist aus Rochlitzer Porphyr hergestellt, mit stark stilisiertem spätgotischem Maßwerk aus der ersten Hälfte des 15. Jahrhunderts. Eine gotische Pietà (beschädigt) stammt aus dem 15. Jahrhundert. Eine kleine Kreuzigungsgruppe in rustikalen Formen ist mit der Jahreszahl 1730 bezeichnet. Zwei Tafelbilder, die sogenannten Kurfürstentafeln, zeigen die lebensgroße Darstellung des Kurfürsten Johann Georg III. von Sachsen aus dem 17. Jahrhundert, des Patronatsherren der Kirche in Erlau.
Farbglasfenster zeigen Darstellungen der Evangelisten und wurden im Jahr 1900 von Georg Müller-Breslau aus Dresden geschaffen. In der Sakristei befindet sich ein mit Eisenbändern beschlagener Eichenschrank, der sogenannte „Kassenbaum“ aus der Zeit um 1500. Die Orgel ist ein Werk von Richard Kreutzbach aus dem Jahr 1902, das von Schmeisser verändert wurde, mit heute 16 Registern auf zwei Manualen und Pedal.

## Pfarrhof
Das Pfarrhaus (Rochlitzer Str. 42) bildet mit den Nebengebäuden ein malerisches Ensemble in Fachwerk. Dazu gehören das Pfarrhaus (1699), das Nebengebäude (1677) und die Kirche. Eine zugehörige Scheune mit der Jahreszahl 1773 wurde durch Brand im Jahr 1987 vernichtet.